# Laurent Fischer (Politiker)

Laurent Fischer, 1911

Marie Laurent Fischer (* 1. Juli 1855 in Mittelschaeffolsheim, Kanton Münster; † 28. Februar 1913 ebenda) war ein deutscher Politiker (Zentrum) und Mitglied der zweiten Kammer des Landtags des Reichslandes Elsaß-Lothringen.
Laurent Fischer war der Sohn des Kreistagsabgeordneten François Joseph (1810–1893) und dessen Frau Marie Catherine geborene Fix (* 1823).
Laurent Fischer, der katholischer Konfession war, war Landwirt und Gutsbesitzer. Er besuchte die Volksschule und die höhere Schule und diente als Einjährig-Freiwilliger. Danach war er immer auf dem väterlichen Gut tätig.
Er war Mitglied des Gemeinderates und ab 1886 Bürgermeister seines Heimatortes. Ab 1893 war er Mitglied des unterelsässischen Bezirkstages.
Für das Zentrum kandidierte er bei der Landtagswahl 1911 im Wahlkreis Brumath für den Landtag des Reichslandes Elsaß-Lothringen. Im ersten Wahlgang gaben von den 6.711 Wahlberechtigten 5.705 Stimmen ab. Sieger des ersten Wahlgangs wurde Fischer, der 2.727 Stimmen erhielt. Zweiter wurde der liberale Kandidat Michael Baerst mit 1.817 Stimmen vor dem Sozialdemokraten Schmit Scott, der 1.090 Stimmen erhielt. 
Im zweiten Wahlgang setzte sich Fischer mit 3.096 (der 6.215 abgegebenen) Stimmen gegen Baerst durch, der 3.055 Stimmen erhalten hatte.